# 272 v. Chr.
Portal Geschichte | Portal Biografien | Aktuelle Ereignisse | Jahreskalender | Tagesartikel

◄ |
4. Jahrhundert v. Chr. |
3. Jahrhundert v. Chr. |
2. Jahrhundert v. Chr. |
►

◄ | 290er v. Chr. | 280er v. Chr. | 270er v. Chr. | 260er v. Chr. |
250er v. Chr. |
►

◄◄ | ◄ | 275 v. Chr. | 274 v. Chr. | 273 v. Chr. | 272 v. Chr. |
271 v. Chr. |
270 v. Chr. |
269 v. Chr. |
► |
►►
Staatsoberhäupter

## Ereignisse

### Politik und Weltgeschehen

#### Pyrrhischer Krieg

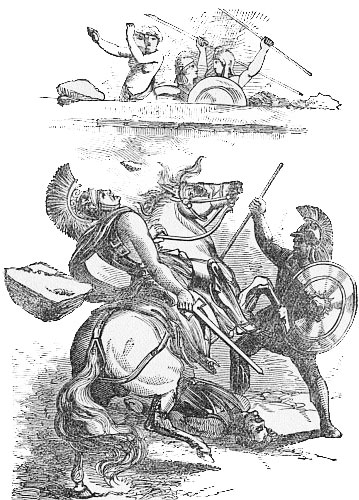
Tod des Pyrrhus, Illustration in Abbott’s „History of Pyrrhus“, 1901

- König Pyrrhos I. von Epirus fällt auf dem Peloponnes ein, wo er zunächst in Auseinandersetzungen in Sparta eingreift, vor den Toren der Stadt aber zurückgeschlagen wird. Er wendet sich dann nach Argos, wo es ebenfalls zu inneren Streitigkeiten gekommen war. Pyrrhus stirbt bei Straßenkämpfen in Argos, angeblich durch den Steinwurf einer Frau. In Epirus wird Alexander II. sein Nachfolger.
- Eine karthagische Flotte segelt in die Bucht von Tarent.
- Nach der Kapitulation der Bruttier und der Übergabe Tarents an Rom durch den Kommandanten Milo kommt es zum Friedensschluss im Pyrrhischen Krieg: Tarent und die übrigen Städte Süditaliens schließen sich, ebenso wie die Samniten, Bruttier und Lukaner, von Pyrrhus verlassen, den überlegenen Römern als Bundesgenossen an. Die Mauern Tarents werden geschleift. Aus der Stadt werden reiche Schätze nach Rom verbracht, auch griechische Gelehrte, unter ihnen Livius Andronicus, ziehen von Tarent nach Rom.

#### Asien
- 272/268 v. Chr.: Ashoka, Enkel des Chandragupta Maurya, besteigt den Thron des indischen Maurya-Reiches.

### Wissenschaft und Technik
- Baubeginn des Aquädukts Anio Vetus; er versorgt die Stadt Rom mit Wasser aus dem Fluss Anio (siehe: 269 v. Chr.).

## Geboren
- Berenike II., Gemahlin des ägyptischen Königs Ptolemaios III. († 221 v. Chr.)

## Gestorben
- Pyrrhos I., König von Epirus (* 319/318 v. Chr.)
- Ptolemaios (Sohn des Pyrrhos I.) (* 295/94 v. Chr.)